# 兵庫県道309号福住三田線
兵庫県道309号福住三田線（ひょうごけんどう309ごう ふくすみさんだせん）は、兵庫県丹波篠山市から三田市に至る一般県道である。

## 概要
丹波篠山市福住から三田市下相野に至る。国道173号交点近くからすぐに籠坊温泉の間に未整備区間があり、早期開通を訴える看板が福住集落および後川集落に掲げられている。
丹波篠山市後川上（兵庫県道12号川西篠山線交点）から三田市小柿までの約7 kmは兵庫県道37号三田後川上線との重複区間であり、また後川上付近でも兵庫県道12号川西篠山線と約80 m程度重複する。また終点側では三田市下青野付近で兵庫県道308号曽地中三田線と約400 m程度重複する。
三田市小柿から終点まではおおむね1.5車線である。離合困難な区間もあるが、急カーブやアップダウンは少なく比較的走行しやすい。また小柿付近では国道176号へ抜けるルートとして案内されているが、下青野付近で兵庫県道308号曽地中三田線へいったん合流する際に北西に進む道（本線）を見落として北進してしまうと、国道176号から大きく方向がそれるので注意が必要である。

### 路線データ
- 起点：丹波篠山市福住（国道173号交点）
- 終点：三田市下相野（兵庫県道141号黒石三田線交点、兵庫県道315号下相野森線起点）
- 総延長：23.055 km

## 路線状況

### 重複区間
- 兵庫県道12号川西篠山線（丹波篠山市後川上）
- 兵庫県道37号三田後川上線（丹波篠山市後川上 - 三田市小柿）
- 兵庫県道308号曽地中三田線（三田市下青野 - 三田市下青野・下青野交差点）

### 道路施設

#### 橋梁
- 清水大橋（黒川、三田市）
- 大門橋（三田市）
- 大堰橋（青野川、三田市）
- 大橋（武庫川、三田市）
- 大沢橋（相野川、三田市）

## 地理

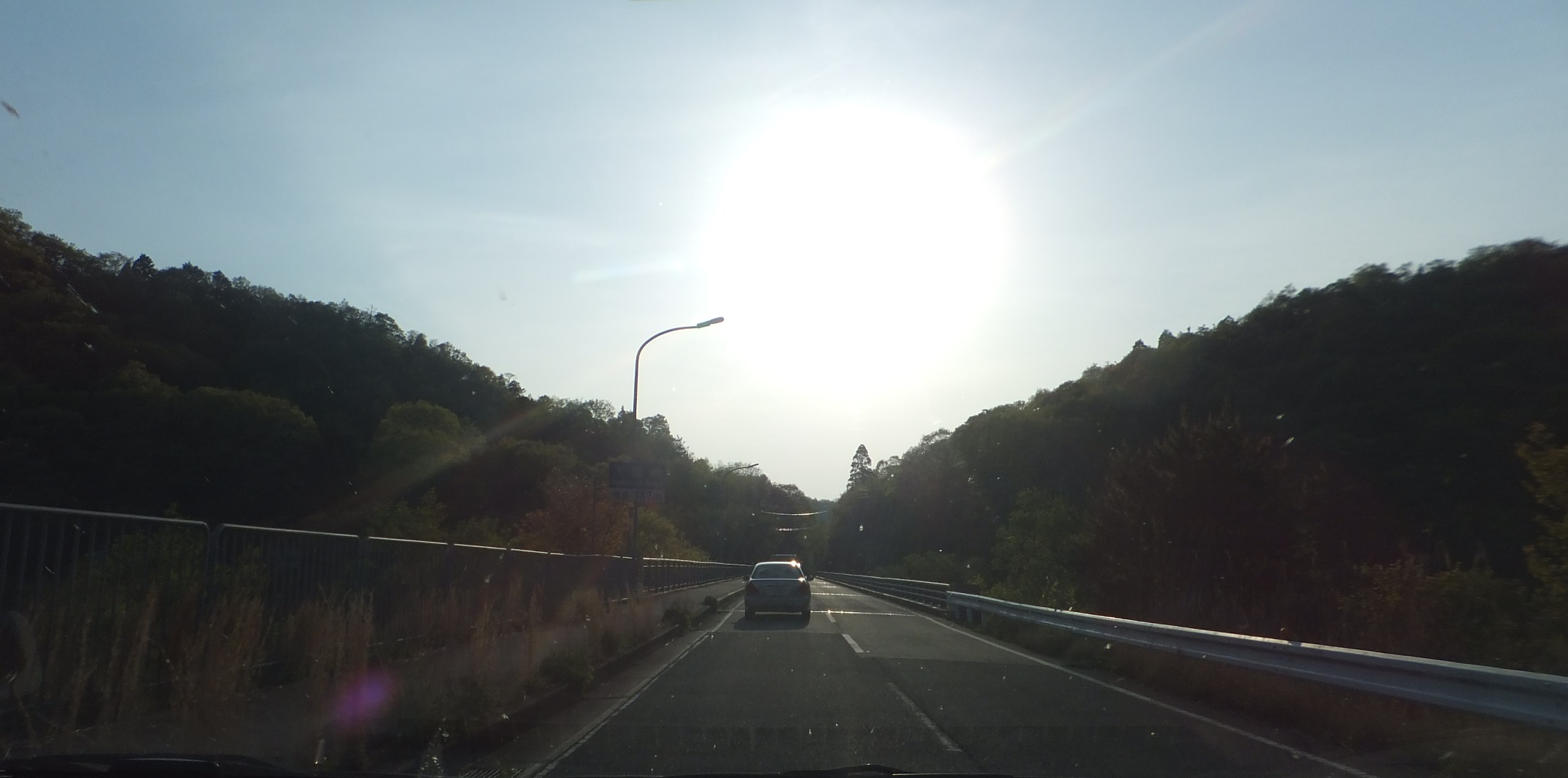
青野ダム付近
三田市下青野で撮影

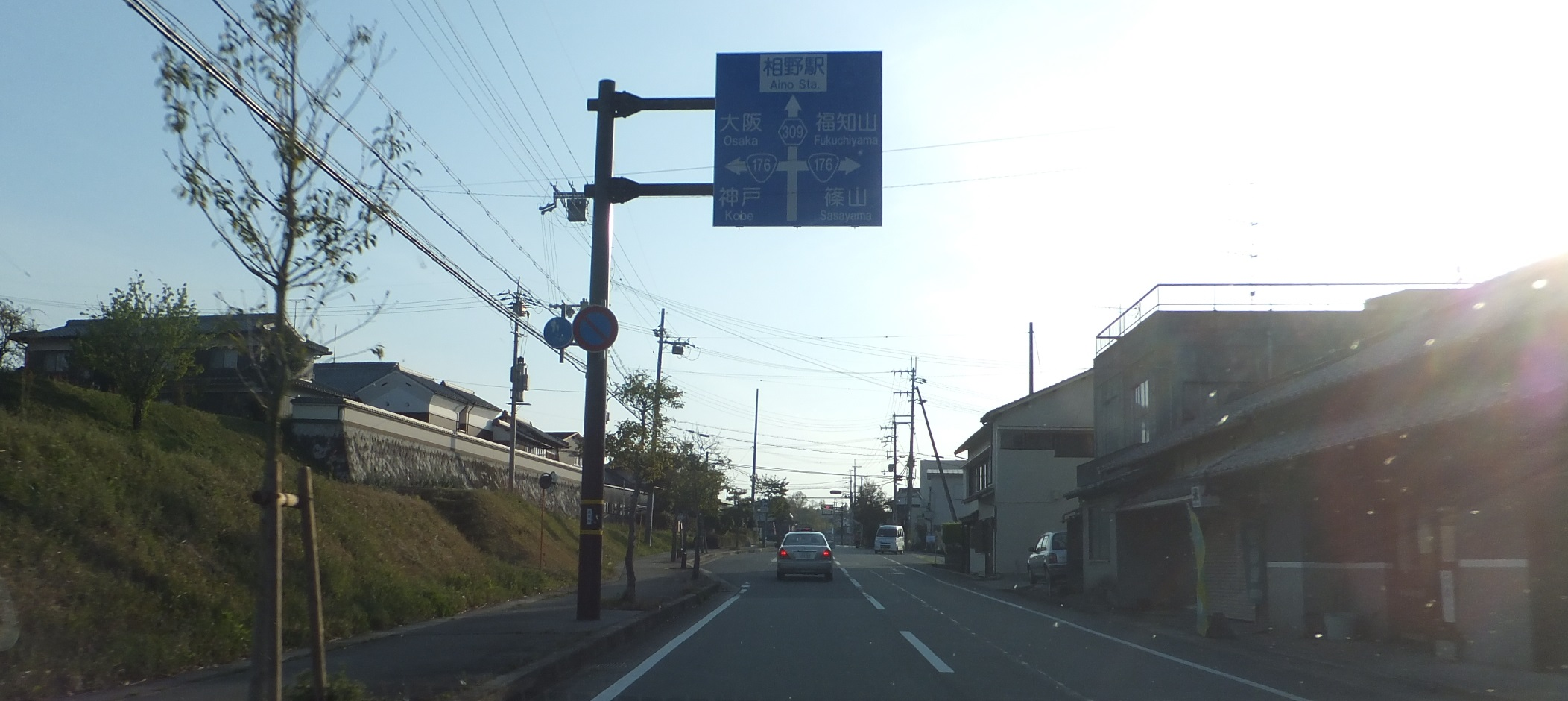
国道176号との交点
三田市東本庄で撮影

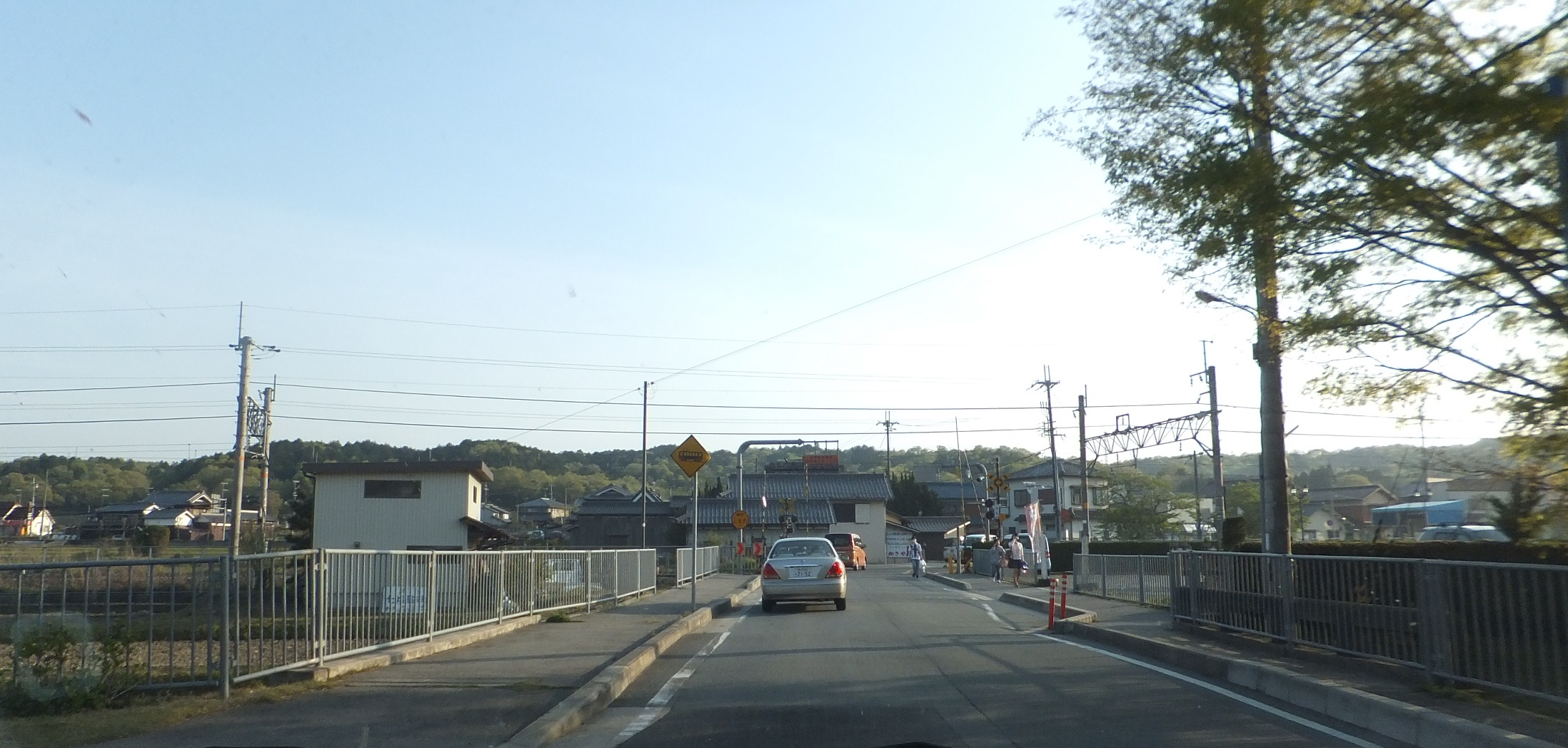
相野駅付近
三田市四ツ辻で撮影

### 通過する自治体
- 丹波篠山市
- 三田市

### 交差する道路
| 交差する道路                                                              | 市町村名   | 交差する場所                 | 交差する場所 |
| ------------------------------------------------------------------------- | ---------- | ---------------------------- | ------------ |
| 国道173号                                                                 | 丹波篠山市 | 福住                         | 起点         |
| 通行不能区間                                                              |            |                              |              |
| 兵庫県道538号籠坊温泉線                                                   | 丹波篠山市 | 後川新田（しつかわしんでん） |              |
| 兵庫県道12号川西篠山線 重複区間起点                                       | 丹波篠山市 | 後川上（しつかわかみ）       |              |
| 兵庫県道12号川西篠山線 重複区間終点 兵庫県道37号三田後川上線 重複区間起点 | 丹波篠山市 | 後川上                       |              |
| 兵庫県道37号三田後川上線 重複区間終点                                     | 三田市     | 小柿（こがき）               |              |
| 兵庫県道49号三田篠山線                                                    | 三田市     | 小野                         | 小野交差点   |
| 兵庫県道308号曽地中三田線 重複区間起点                                    | 三田市     | 下青野                       |              |
| 兵庫県道308号曽地中三田線 重複区間終点                                    | 三田市     | 下青野                       | 下青野交差点 |
| 国道176号                                                                 | 三田市     | 東本庄                       | 四ツ辻交差点 |
| 兵庫県道141号黒石三田線 兵庫県道315号下相野森線                           | 三田市     | 下相野                       | 終点         |

### 交差する鉄道
- 福知山線

### 沿線
- 後川郵便局
- 三田市立小野小学校
- 下青野公園
- 三田市立本庄小学校
- 三田松聖高等学校
- 湊川短期大学
- JR西日本福知山線 相野駅